# Nolina parryi
Nolina parryi är en sparrisväxtart som beskrevs av Sereno Watson. Nolina parryi ingår i släktet Nolina och familjen sparrisväxter. Inga underarter finns listade i Catalogue of Life.

## Bildgalleri

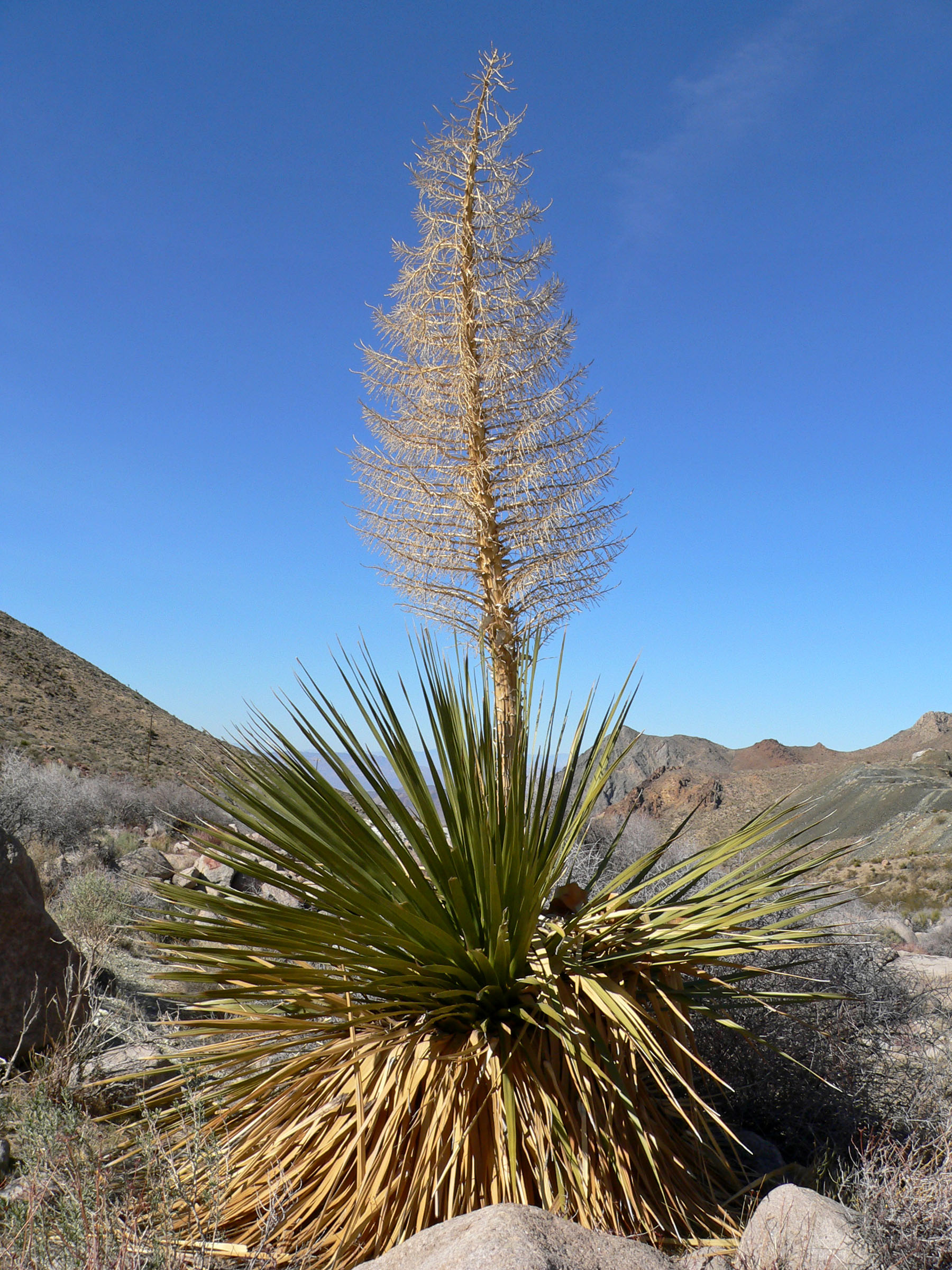
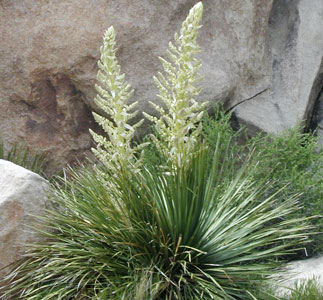
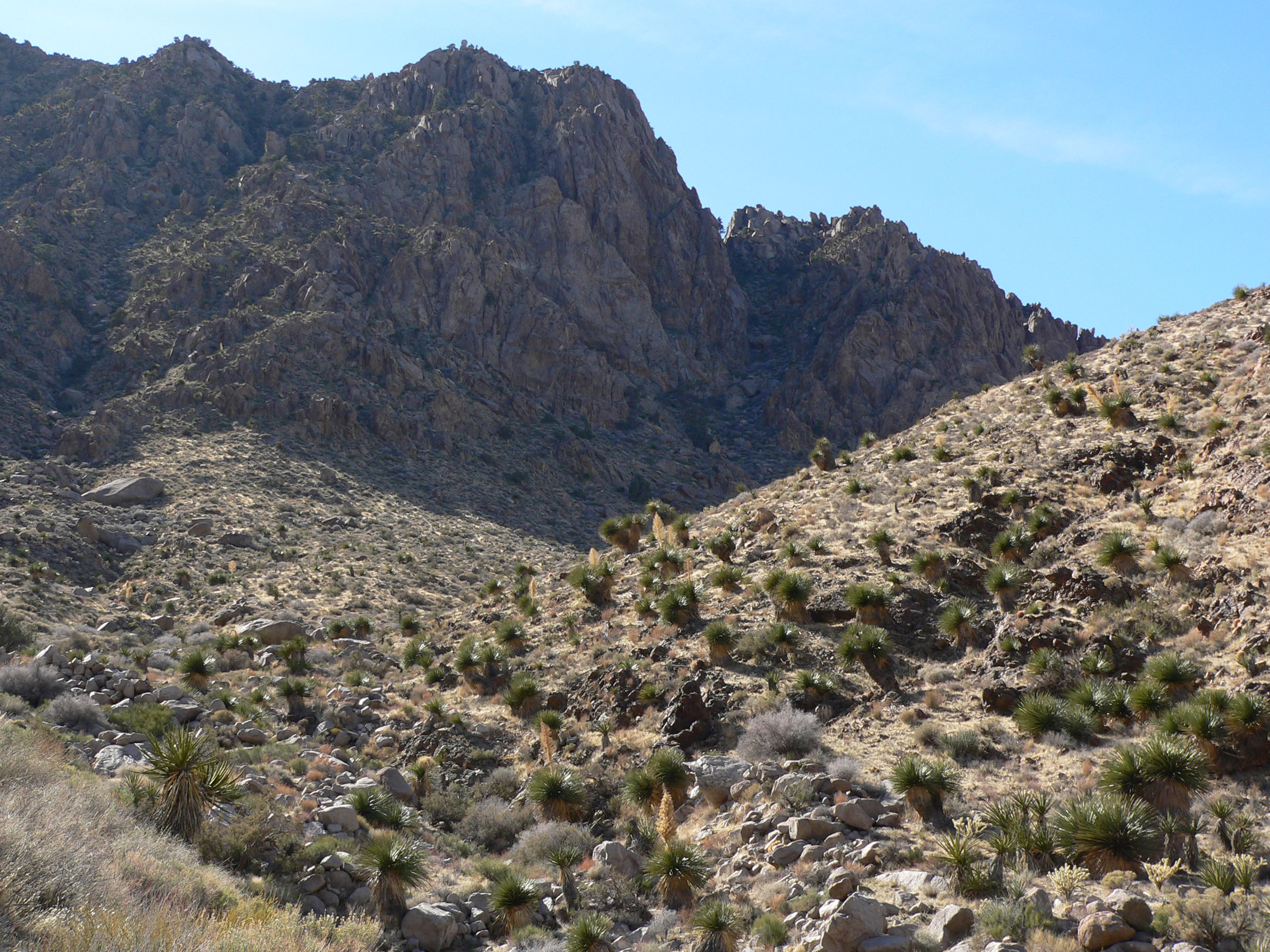
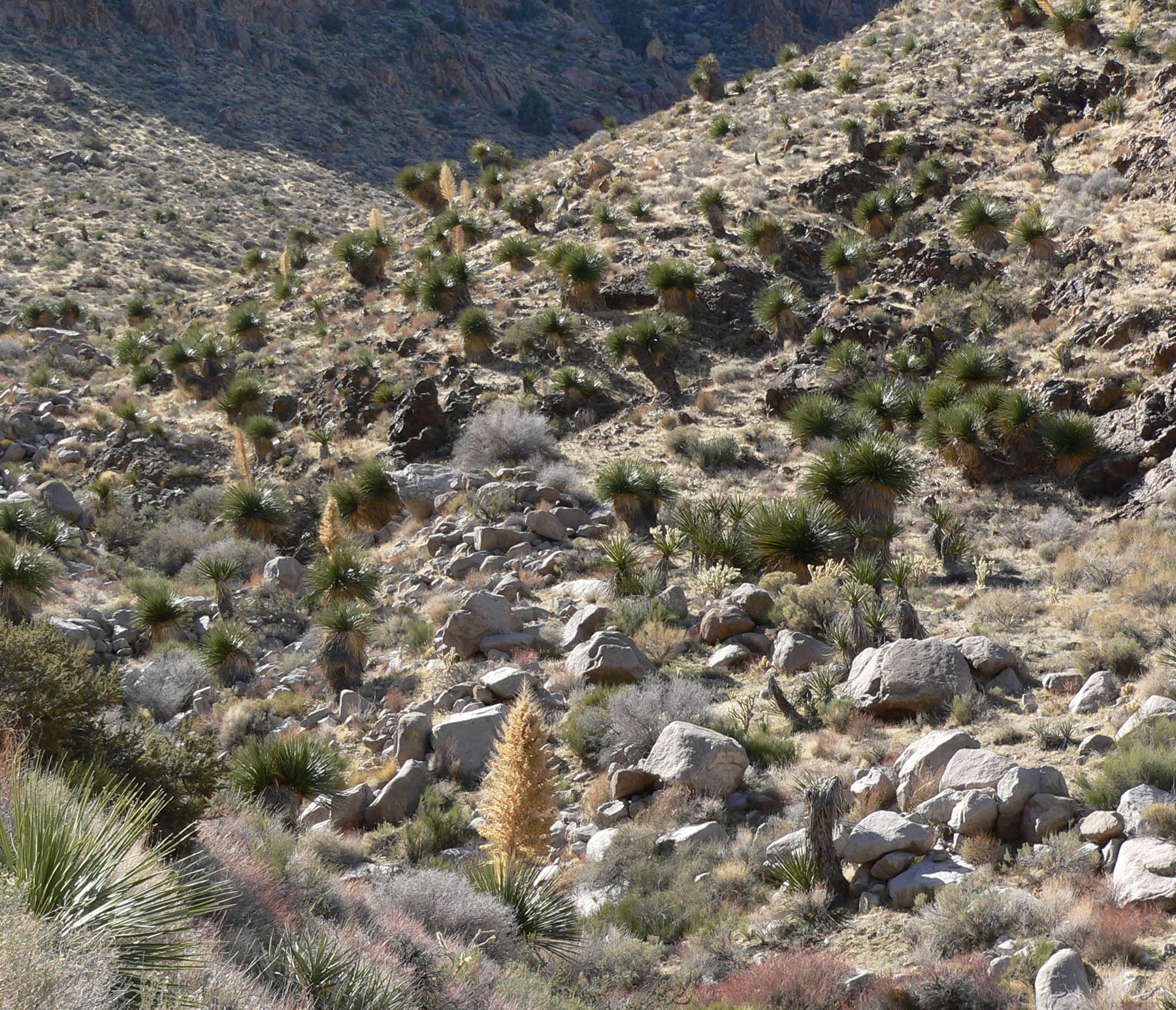
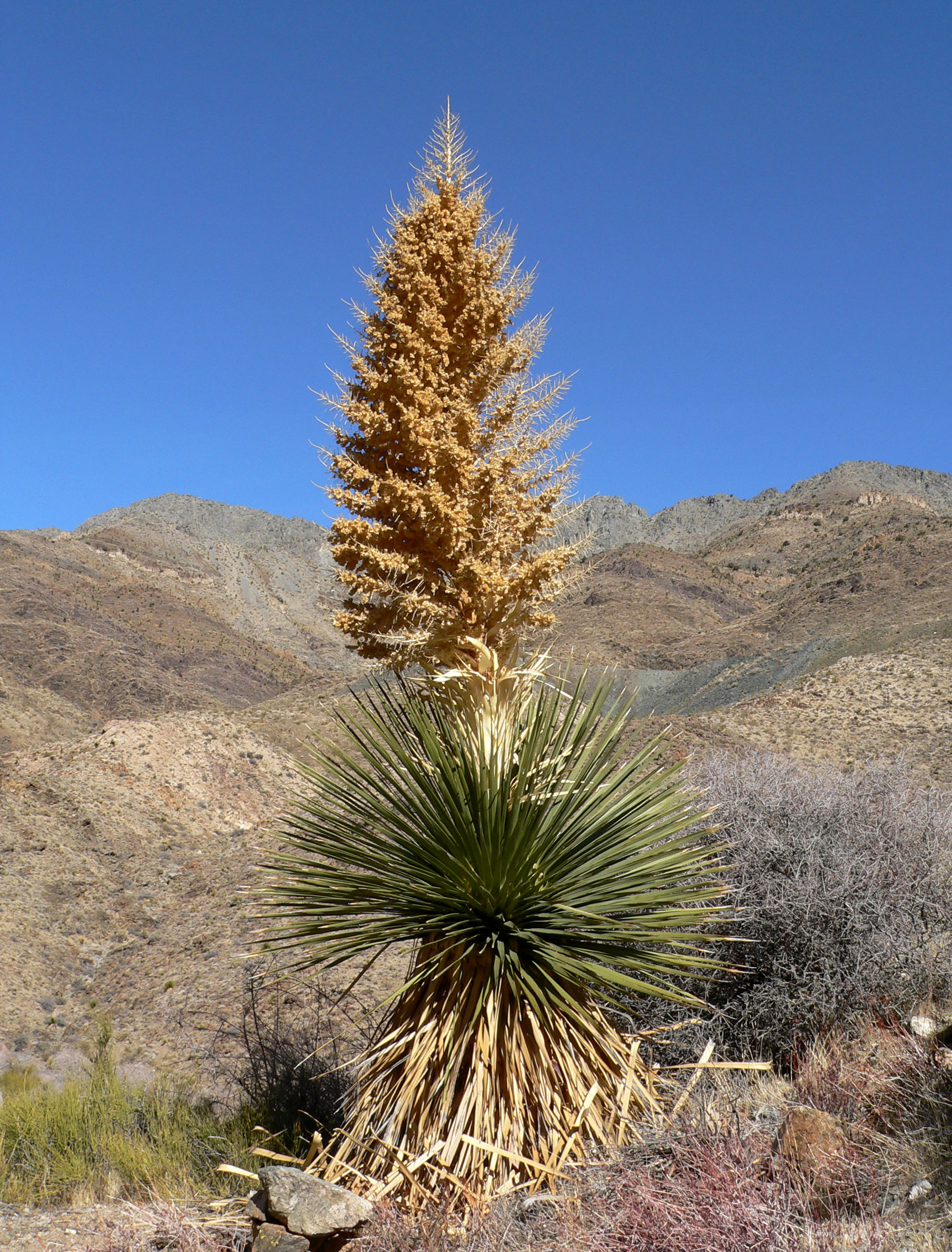
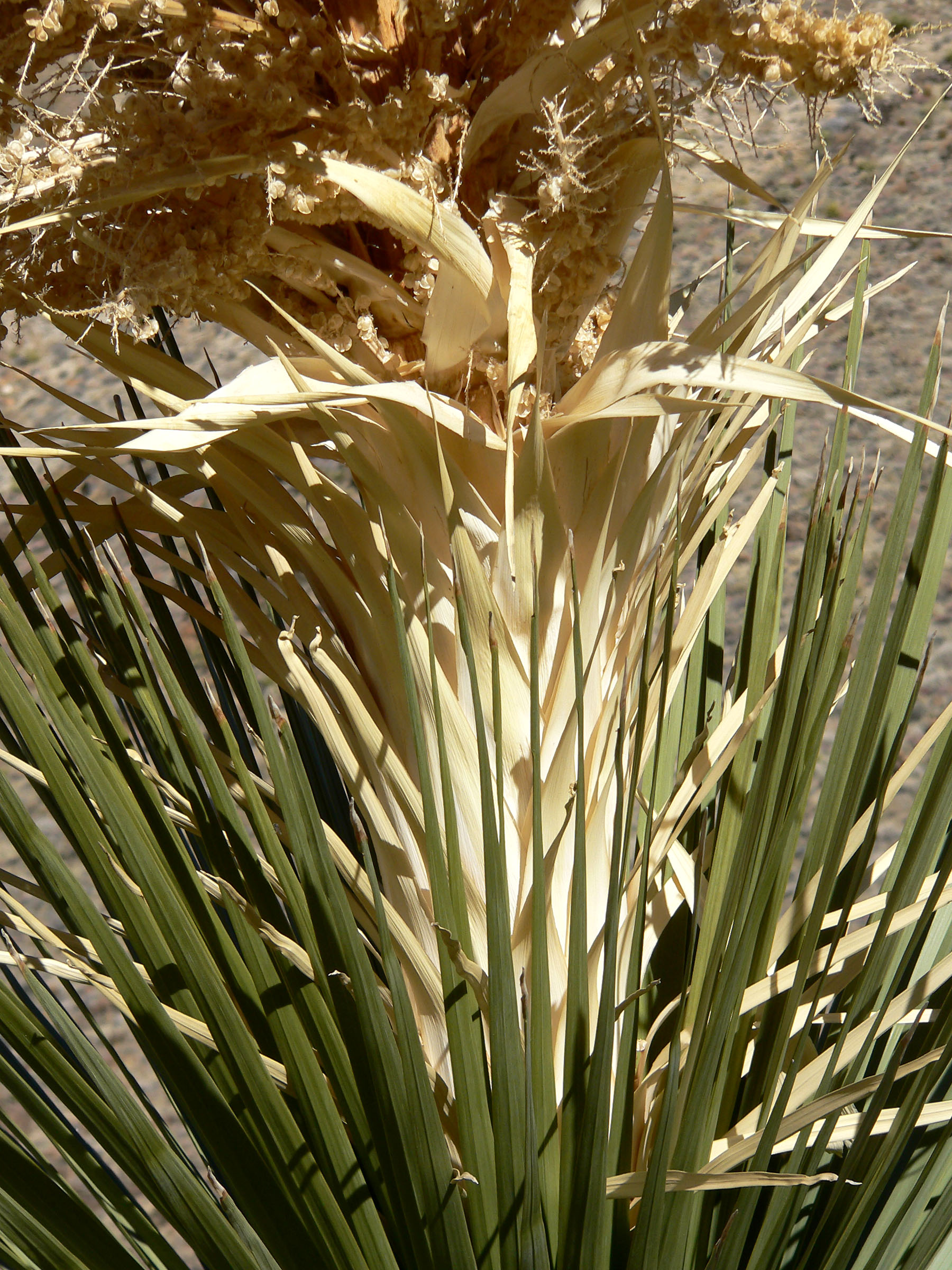